# 애덤스-오니스 조약

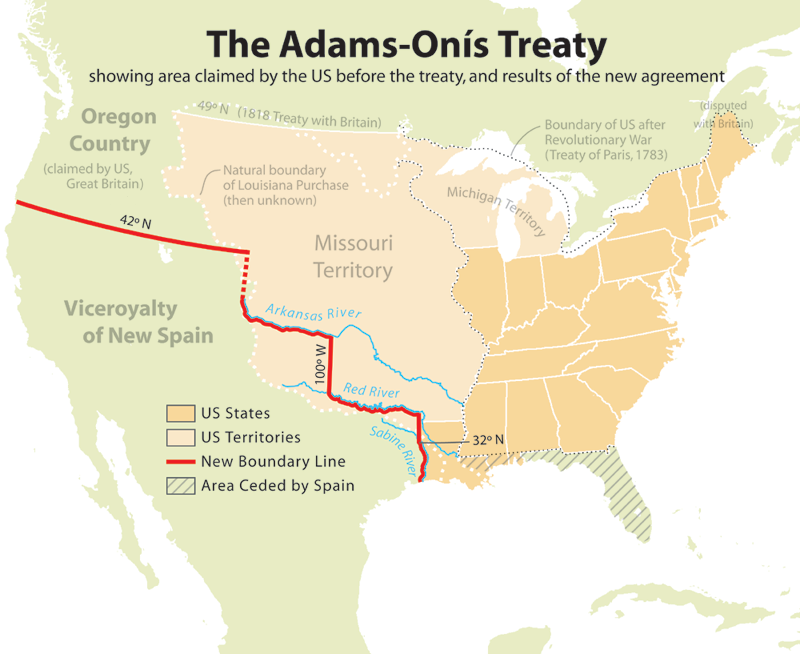
애덤스 오니스 조약을 보여주는 지도

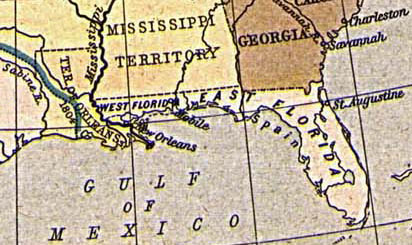
1810년 스페인령 플로리다

애덤스-오니스 조약(Adams-Onís Treaty)은 1819년에 북아메리카 2개국 간의 국경 분쟁을 끝낸 미국과 스페인과의 역사적인 협정을 말한다. 조약은 당시 신세계에서 스페인의 힘이 약화되어 있었던 영토권에 관한 미국과 스페인 사이의 긴장을 높이는 결과가 되었다. 플로리다를 미국에 주는 것 이외에, 조약은 텍사스의 새바인 강 가의 국경 분쟁을 해결하고, 로키산맥과 태평양까지 제대로 된 미국 영토를 설정했다.
조약의 정식 명칭은 《미국과 스페인 간의 친선 식민지 국경 조약》(Treaty of Amity, Settlement, and Limits Between the United States of America and His Catholic Majesty)이라고 하거나 종종 《1819년 대륙 횡단 조약》(Transcontinental Treaty of 1819), 또는 《플로리다 구매 조약》(Florida Purchase Treaty) 등으로도 불린다.

## 역사
이 조약은 제임스 먼로 미국 대통령의 국무 장관인 존 퀸시 애덤스와 스페인 외무 장관 루이스 데 오니스에 의해 이루어졌다.

### 스페인 식민지
스페인은 플로리다를 구매하겠다는 미국의 오랜 요청을 거부해 왔다. 그러나 1818년 경 스페인은 플로리다를 할양할 수 밖에 없는 처지에 직면하게 된다. 스페인은 오랫동안 반도 전쟁에 시달려 왔고, 식민지에서 그들의 위신과 존재감을 재구축할 필요가 있었다. 미국의 남부와 중부에서는 독립을 요구하는 혁명적인 움직임이 산발했다. 또한 스페인은 플로리다에 더 이상 투자를 할 수 있는 상황도 아니었고, 누에바 에스파냐(오늘 날의 뉴멕시코)와 미국 사이의 국경에 대한 우려도 있었다. 스페인은 플로리다에 군사력과 정부를 구축할 수 없었고, 일상적으로 국경을 건너가 미국의 마을과 농장을 습격하는 세미놀 전사들을 제어할 능력도 갖추지 못했다.
1819년경 스페인은 아메리카 제국에 대한 지위를 상실하면서 서부 식민지의 반란으로 협상을 시작할 수밖에 없었다. 제1차 세미놀 전쟁 때 탈주 노예나 범죄자, 그리고 미국이 통제하는 조지아에 있는 토종 인디언들과 싸우면서 앤드루 잭슨은 스페인령 플로리다로 그들을 추적하면서, 동시에 플로리다에 있는 스페인 요새를 기습하여 포로로 삼았다.
동부 플로리다에 근거지를 둔 세미놀 인디언들의 조지아 개척민에 대한 약탈을 멈추기 위해 제1차 세미놀 전쟁이라고 알려진 1817년-1818년의 앤드루 잭슨의 작전을 포함하여 미군은 점점 더 스페인 영토를 침범해 들어왔다.
미국은 이제 동부 플로리다를 효율적으로 통제하였다. 당시 국무부 장관이었던 존 퀸시 애덤스에 따르면 이 지역은 미국의 모든 적과 문명화된, 또는 문명화되지 않은 야만인들의 점령 하에 방치되었기 때문에, 그러한 통제는 필수적이었으며, 그들을 곤란하게 만들 다른 세속적인 의도는 없었다고 변명하였다.
스페인은 영국의 개입을 요청했지만, 영국에서는 협상에서 스페인의 손을 들어주는 것을 거부했다. 제임스 먼로의 자문단 중 일부는 즉각적인 거부를 요청했지만, 애덤스는 그로 하여금 미국이 좋은 외교적 입장에 서게 되었다는 것을 깨달았다. 그리하여 애덤스는 매우 좋은 조건으로 협상을 할 수 있었다.
스페인에게 플로리다는 뜨거운 감자였으며, 그리하여 그곳에 개척민을 보내거나 군을 주둔시킬 여유가 없었다. 그리하여 마드리드 정부는 그 영토를 애덤스 - 오니스 조약을 통해 미국에 할양하기로 결정한다.

### 루이지애나
스페인과 미국은 1803년 루이지애나 영토의 구매에 대해 의견을 일치시키지 못했다. 스페인은 루이지애나가 미시시피와 뉴올리언즈로 구성되어 있다고 생각했다. 그러나 미국은 로키산맥 정상까지 확장된 모든 길을 포함하여 산 것이라고 주장했다. 결국 미국은 스페인의 요구를 인정했고, 서쪽으로 새바인 강까지 가기로 하였지만, 스페인은 아로요 혼도 경계까지라고 주장하였다.

### 조약 내용
조약은 1819년 2월 22일, 워싱턴 D.C.에서 서명되었으며, 미국의 국무부 장관 존 퀸시 애덤스와 스페인의 외교부 장관 루이스 데 오니스 사이에 이루어졌다. 스페인이 이 조약을 남미에서의 혁명 움직임에 대한 미국의 지지를 방지하기 위한 인센티브로 이용하려 했기 때문에 조약의 비준은 2주간 연기되었다. 이 조약이 서명되자, 상원은 만장일치로 비준하였으며, 스페인의 구실로 인해 새로운 비준이 필요했고, 이번에는 반대가 있었다. 헨리 클레이와 다른 서부의 대변인들은 스페인에게 텍사스도 포기하라고 요구했다. 이 제안은 상원에 의해 거부되었고, 1821년 2월 19일에 조약을 두 번째로 비준했다. 이후 비준이 3일 후에 교환되었으며, 서명 후 2년 뒤인 1821년 2월 22일에 공표되었다.
합의에 따르면 텍사스 새바인 강 서쪽 지역과 다른 스페인 영토 주장을 포기하는 대가로 미국은 스페인에게 총 500만 달러의 보상금을 지불하였고, 미국은 스페인령 플로리다의 영유권을 받았다.